# Карлсруе ФФ
«Карлсру́е ФФ» (нім. «Karlsruher FV») — німецький футбольний клуб з Карлсруе. Заснований 10 жовтня 1891 року. До Першої світової війни команда була однією з провідних німецьких футбольних клубів. Найбільших успіхів клуб досяг на початку 20-го століття, коли ставав чемпіоном Німеччини і ще двічі віцечемпіоном. Надалі клуб поступився в конкуренції за право бути головним клубом у місті команді «Фенікс Карлсруе» та виступав переважно в аматорських лігах. 

У 2004 році клуб збанкрутував, але був відтворений у 2007 році. Наразі виступає в районній лізі Карлсруе.

## Досягнення
- Чемпіон Німеччини: 1910.
- Віцечемпіон Німеччини (2): 1907, 1912.